# Русская Паевка
Русская Паевка — село Инсарского района Республики Мордовия. Является центром администрации Русско-Паевского сельского поселения

## География
Расположено на речке Паёвке, в 5 км от районного центра и 23 км от железнодорожной станции Кадошкино. Название-аналогия (поблизости находится с. Мордовская Паёвка).

## История
В «Списке населённых мест Пензенской губернии» (1869) Русская Паёвка (Кезино, Можаевка) — село казённое из 86 дворов (663 чел.) Инсарского уезда. По подворной переписи 1913 г., в Русской Паёвке было 145 дворов (878 чел.); церковно-приходская школа, хлебозапасный магазин, пожарная машина, 3 ветряные мельницы, кузница, 2 лавки. В конце 1930-х гг. были созданы колхозы «Парижская Коммуна», им. Мичурина, им. Сталина, с 1960 г. — объединённое хозяйство, с 2001 г. — СХПК «Россия». В современном селе — средняя школа, детсад, библиотека, Дом культуры, отделение связи, медпункт, магазин.

## Население
| 1989 | 2002 | 2010 |
| ---- | ---- | ---- |
| 345  | ↗386 | ↘326 |

Население по данным переписи 2001 года составляло 393 человека, преобладающая часть — русские. По данным Всероссийской переписи 2010 года в селе проживало 326 человек (161 мужчин и 165 женщин); из них 200 человек трудоспособного возраста. Средний возраст — 39,8 лет.